# Guglielmo Inglese
Guglielmo Inglese (Napoli, 24 novembre 1892 – Milano, 14 gennaio 1972) è stato un attore italiano.

## Biografia
Figlio di attori del varietà di origini pugliesi, calcò le tavole del palcoscenico sin da bambino, accanto ai genitori. Proseguì l'attività teatrale con la Compagnia di Raffaele Viviani. Questa caratteristica recitazione lo farà spesso scegliere da registi e soggettisti anche per produzioni cinematografiche, radiofoniche e televisive. Dal 1932 fu accanto come spalla a Totò, in vari lavori di rivista e avanspettacolo. Debuttò nel cinema solo nel 1948, e nei primi programmi televisivi Rai, nel 1954.

## Filmografia
- Fifa e arena, regia di Mario Mattoli (1948)
- Tototarzan, regia di Mario Mattoli (1950)
- Accidenti alle tasse!!, regia di Mario Mattoli (1951)
- Auguri e figli maschi, regia di Mario Mattoli (1951)
- Libera uscita, regia di Duilio Coletti (1951)
- Era lui... sì! sì!, regia di Vittorio Metz (1951)
- Arrivano i nostri, regia di Mario Mattoli (1951)
- Il padrone del vapore, regia di Mario Mattoli (1951)
- Totò terzo uomo, regia di Mario Mattoli (1951)
- Anema e core, regia di Mario Mattoli (1951)
- Abracadabra, regia di Max Neufeld (1952)
- Non è vero... ma ci credo, regia di Sergio Grieco (1952)
- Lo sai che i papaveri, regia di Vittorio Metz e Marcello Marchesi (1952)
- Vendetta... sarda, regia di Mario Mattoli (1952)
- Totò a colori, regia di Steno (1952)
- Tormento del passato, regia di Mario Bonnard (1952)
- Il microfono è vostro, regia di Giuseppe Bennati (1952)
- Il romanzo della mia vita, regia di Lionello De Felice (1952)
- I morti non pagano tasse, regia di Sergio Grieco (1952)
- È arrivato l'accordatore, regia di Duilio Coletti (1952)
- Bellezze in motoscooter, regia di Carlo Campogalliani (1952)
- Saluti e baci, regia di Giorgio Simonelli (1953)
- Anni facili, regia di Luigi Zampa (1953)
- Villa Borghese, regia di Gianni Franciolini (1953)
- Madonna delle rose, regia di Enzo Di Gianni (1953)
- Fermi tutti... arrivo io!, regia di Sergio Grieco (1953)
- ...e Napoli canta!, regia di Armando Grottini (1953)
- Un turco napoletano, regia di Mario Mattoli (1953)
- Finalmente libero!, regia di Mario Amendola e Ruggero Maccari (1953)
- Vacanze a Villa Igea, regia di Maximo Alviani (1954)
- Delirio, regia di Giorgio Capitani e Pierre Billon (1954)
- Totò all'inferno, regia di Camillo Mastrocinque (1955)
- Due soldi di felicità, regia di Roberto Amoroso (1955)
- Carovana di canzoni, regia di Sergio Corbucci (1955)
- Cantate con noi, regia di Roberto Bianchi Montero (1955)
- Giuramento d'amore, regia di Roberto Bianchi Montero (1955)
- Il bigamo, regia di Luciano Emmer (1955)
- Scapricciatiello, regia di Luigi Capuano (1955)
- Cantando sotto le stelle, regia di Marino Girolami (1956)
- Arriva la zia d'America, regia di Roberto Bianchi Montero (1956)
- Presentimento, regia di Armando Fizzarotti (1956)
- Marisa la civetta, regia di Mauro Bolognini (1957)
- I sogni nel cassetto, regia di Renato Castellani (1957)
- Vacanze a Ischia, regia di Mario Camerini (1957)
- Serenatella sciuè sciuè, regia di Carlo Campogalliani (1958)
- Ladro lui, ladra lei, regia di Luigi Zampa (1958)
- La zia d'America va a sciare, regia di Roberto Bianchi Montero (1958)
- 3 straniere a Roma, regia di Claudio Gora (1958)
- Gli avventurieri dell'uranio, regia di Angio Zane (1958)
- Arriva la banda, regia di Tanio Boccia (1959)
- Spavaldi e innamorati, regia di Giuseppe Vari (1959)
- Psicanalista per signora, regia di Jean Boyer (1959)
- Avventura in città, regia di Roberto Savarese (1959)
- Lui, lei e il nonno, regia di Anton Giulio Majano (1959)

## Varietà televisivi Rai
- Settenote, varietà con Virgilio Riento e Guglielmo Inglese, con le orchestre di Carlo Savina e Francesco Ferrari, regia di Alda Grimaldi, trasmesso in 8 puntate dal 23 gennaio all'8 giugno 1954.

## Prosa radiofonica Rai
- Le 99 disgrazie di Pulcinella, 10 episodi a cura di Lorenza e Ugo Bosco, regia di Francesco Rosi, 1956.